# Lee Sang-hwa
Pour les articles homonymes, voir Lee.
Lee Sang-hwa, née le 25 février 1989 à Séoul, est une patineuse de vitesse sud-coréenne.

## Biographie
Au cours de sa carrière, elle a notamment remporté un titre de championne du monde de sprint ainsi que deux titres de championne olympique en 2010 et 2014. Elle gagne la Coupe du monde du 500 m en 2013, et ainsi son premier classement général. Elle détient actuellement le record du monde du 500 m qu'elle a porté à 36 s 57 centièmes lors de l'étape de Coupe du monde de Salt Lake City le 15 novembre 2013. Elle améliore ce record le lendemain de 21 centièmes à Salt Lake City.
Légende du patinage de vitesse dans son pays, Lee Sang-hwa annonce le 16 mai 2019 qu'elle arrête la compétition, à l'âge de 30 ans, en raison d'une blessure à un genou qui ne lui permet pas de recouvrer sa plénitude physique.

## Palmarès

### Jeux olympiques d'hiver
| Épreuve / Édition   | 500 mètres                         | 1 000 mètres | 1 500 mètres | 3 000 mètres | 5 000 mètres | Mass start | Poursuite par équipes |
| JO 2006 Turin       | 5e                                 | 19e          | —            | —            | —            | —          | —                     |
| JO 2010 Vancouver   | Médaille d'or, Jeux olympiques     | 23e          | —            | —            | —            | —          | —                     |
| JO 2014 Sotchi      | Médaille d'or, Jeux olympiques     | 12e          | —            | —            | —            | —          | —                     |
| JO 2018 Pyeongchang | Médaille d'argent, Jeux olympiques | —            | —            | —            | —            | —          | —                     |

Légende :
- : première place, médaille d'or
- : deuxième place, médaille d'argent
- : troisième place, médaille de bronze
- : pas d'épreuve
- — : Non disputée par le patineur
- DSQ : disqualifiée

### Championnats du monde

#### Championnats du monde de sprint
- Médaille d'or en 2010 à Obihiro.
- Médaille de bronze en 2013 à Salt Lake City.

#### Championnats du monde simple distance
- Médaille de bronze sur 500 m en 2005 à Inzell.
- Médaille de bronze sur 500 m en 2009 à Richmond.
- Médaille d'argent sur 500 m en 2011 à Inzell.
- Médaille d'or sur 500 m en 2012 à Heerenveen.
- Médaille d'or sur 500m en 2013 à Sotchi.

### Coupe du monde
- Vainqueur du classement du 500 m en 2013.
- 33 victoires.